# On ne trompe jamais un père
Pour plus de détails, voir Fiche technique et Distribution.
On ne trompe jamais un père (titre alternatif : On ne trompe pas un père) est un film muet français réalisé par un réalisateur non identifié, sorti en 1909.

## Fiche technique
- Titre : On ne trompe jamais un père
- Titre alternatif : On ne trompe pas un père
- Réalisation : réalisateur non identifié
- Scénario :
- Photographie :
- Montage :
- Société de production : Société générale des cinématographes Éclipse
- Société de distribution : Société générale des cinématographes Éclipse
- Pays d'origine :  France
- Langue : film muet avec les intertitres en français
- Métrage : 172 mètres
- Format : Noir et blanc — 35 mm — 1,33:1 — Muet
- Genre :
- Durée : 5 minutes 45
- Dates de sortie : 
  -  France : 11 mai 1909

## Distribution
- Moricey